# لينا التل
لينا التل (1960 -)، ممثلة ومخرجة أردنية. قامت بإعداد واخراج العديد من المسرحيات للكبار والصغار التي عرضت في الأردن وفي المهرجانات الدولية. اخرجت مسرحية «بترا إن حكت» بعام 2009.

## النشأة والتعليم
ولدت في إربد، وهي ابنة الأكاديمي والتربوي أحمد يوسف التل، وأختها بيان التل وأخوتها هم حازم وماهر ومهند.حاصلة على ماجستير في المسرح والدراما في التربية والتعليم من جامعة ويلز/ بريطانيا، ودبلوم عالي في التمثيل والاخراج – مسرح الشيرمان في بريطانيا، ودبلوم في التمثيل من اكاديمية ويبردغلاس للفنون الدرامية في بريطانيا وبكالوريوس أدب إنجليزي وعلوم إدارية من جامعة اليرموك بعام 1982.

## أماكن العمل
عملت مديرة لمركز الفنون الأدائية في مؤسسة الملك الحسين، وهي عضو في (رابطة) نقابة الفنانين، ومهرجان المسرح الأردني، ومهرجان مسرح الطفل، ومجلس أمانة عمان الكبرى

## أعمالها
مثلت لينا التل في العديد من المسرحيات الأردنية والعربية والمسلسلات التلفزيونية وبرنامج الأطفال «المناهل» ومختصة في اعداد واخراج برامج الأطفال والشباب التلفزيونية ومن أهم هذه الأعمال برنامج «شباب قدكم» بالتعاون مع الاتحاد الاوروبي والتلفزيون الأردني.

### في التلفزيون
| سنة الإنتاج | اسم المسلسل       | الشخصية      |
| ----------- | ----------------- | ------------ |
| 1980        | فارس الفتى الشجاع | حنان         |
| 1982        | طرفة بن العبد     | سلمى         |
| 1984        | بير الطي          |              |
| 1985        | عذاب              |              |
| 1986        | جروح              | نوفة         |
| 1987        | المناهل           | أدوار متعددة |
| 1988        | مقادير            |              |

### في المسرح
| سنة الإنتاج | المسرحية                     | الشخصية |
| ----------- | ---------------------------- | ------- |
| 1985        | ألف حكاية وحكاية في سوق عكاظ |         |

### في الإخراج
| سنة الإنتاج | الإسم       | الشخصية |
| ----------- | ----------- | ------- |
| 2009        | بترا إن حكت |         |